# Иван Димитров Станчов
Иван Димитров Станчов е български дипломат.

## Биография

### Ранни години
Иван Станчов е роден на 18 декември 1897 г. в Санкт Петербург, Русия. Баща му Димитър Станчов е дипломат и политик (при раждането му български дипломатически агент в Русия), а майка му Анна Александрова дьо Сен Кристоф е графиня дьо Грено. До януари 1907 г. е със семейството си в Санкт Петербург, след което живее главно в Париж и София. През 1915 г. завършва френския католически колеж „Свети Августин“ в Пловдив.
През 1917 г. е мобилизиран във Военноморските сили на България. По-късно завършва Школата за запасни офицери в Княжево. През 1918 – 1919 г. работи като офицер за свръзка в качеството на военен преводач на окупационните войски на Антантата във Варна. Едновременно с това сътрудничи на българското военно разузнаване. Участва в укриването българско оръжие, подлежащо на унищожаване от силите на Антантата. По същото време работи и в общинската администрация във Варна, където отговаря за настаняването на бежанци от Русия.
През 1923 г. завършва право във Фрибурския университет, Швейцария. След 1923 г. живее предимно в Лондон. През януари 1924 г. постъпва на работа в химическата компания „Викърс“, която напуска през декември 1926 г., след отказа му да приеме британско поданство.

### Български дипломат
През 1928 г. постъпва на работа в българското Министерство на външните работи. Първоначално е в шифровалния отдел, а по-късно в протокола. През 1931 – 1936 г. е на дипломатическа служба в Рим като трети секретар, по-късно като съветник, а накрая – като шарже д'афер. През 1937 – 1942 г. работи като началник на отдел „Консулски“ в Министерството на външните работи, след което е генерален консул в Галац до юни 1944 г. На този пост подпомага преселването в България на компактни групи таврийски българи. Оказва съдействие и на местни евреи, като им издава български паспорти. През юли 1944 г. е назначен за генерален консул в Истанбул.

### Емигрант в чужбина
На 5 януари 1945 г. е отзован от новите власти в София. Отказва да се завърне в България и през май същата година заминава при семейството си в Швейцария. През август 1946 г. емигрира в САЩ. През април 1947 г. купува малка ферма в Урбана, Мериленд, където остава до края на живота си. През 1948 г. придобива гражданство на САЩ. Посвещава статии и други публични изяви на България и комунизма в Източна Европа.

### Семейство
През 1925 г. се жени за американката Марион Мичъл. Семейството има деца. Негов син е дипломатът Иван Станчов.